# 女性身體自主
女性身體自主，是女性主義的延伸，意指女性有權自行決定自己的身體，並拋棄社會加諸的各種束縛。

## 實踐「身體自主」的方法
女性身體自主主義者會認為身體是自己的，如何展現是個人選擇，例如紋身、女性主動提出發生性行為、擺出性感照、裸照，是實踐「身體自主」的方法。2014年起，香港中文大學學生會前常務幹事黃于喬在Patreon等平台發放只穿著內衣、拿著性玩具、擺出性感姿勢的性感照及裸照，並期望透過照片能分析色情片的內容、讓男性更了解女性的性需求，以達到「女性身體自主」。
2018年5月，一名就讀美國康奈爾大學的女學生因不滿教授早前曾批評她衣着不合適，為抗議箝制思想與歧視，她在匯報期間脫去身上所有外衣，只穿上內衣及褲講解自己的論文以示抗議。在場有28名同學脫衣聲援她。

## 情慾自主實踐
情慾自主實踐者（英語：Sexual Autonomy Practitioner）是指那些專注於推廣個人性自主、生殖健康和性開放的專業人士或倡導者。這些人通常以教育、內容創作或實踐活動的形式，幫助他人理解和接受性欲，並提倡尊重個體對性決定的自主權。他們致力於消除與性相關的污名，並鼓勵健康、開放的性討論和實踐。
在香港，Macy Chan 是一位情慾自主實踐者，致力於推廣性自主與非單配偶制。她以女性視角拍攝性愛實錄，香港AV，多人性愛，活躍於OnlyFans、等平台，她倡導開放式關係、安全性行為及LGBTQ+權益，參與香港各大媒體訪問如D100、白兵電台 （页面存档备份，存于）並出版散文集《多人運動尋妙色愛慾》。Macy 與善導會等機構合作推廣安全性行為，並參與香港及海外各大學等學術討論，持有房屋學文學碩士學位。

## 情色社交平台促進情慾自主及身體自主
成人內容平台出現，對情慾自主實踐者的工作起到了重要作用。它提供了創作者以下幾方面的支持：
1. 個人自主權：創作者能完全控制內容的類型和分享方式，強調每個人都有權表達自己的性慾望。
2. 去污名化：通過分享成人內容，創作者挑戰了與性相關的負面刻板印象，促進開放的性討論。
3. 教育資源：許多創作者利用提供性教育內容，增加公眾對性健康和同意的認識。
4. 社區支持：建立了一個相互支持的社區，創造了探索和表達性慾望的安全空間。
5. 經濟獨立：該平台使情慾自主實踐者能獲得經濟收益，促進其經濟自主權和自由度

## 現代影響
隨著互聯網和社交媒體的普及，情慾自主實踐者透過這些平臺來推廣其理念。這些內容不僅局限於性教育或行動主義，還包括藝術創作和成人內容生產等多樣形式，旨在教育觀眾，展示不受文化壓抑的性慾望觀點。

## 批評
社會上有女性以賣性感照，或成為性工作者來推動「女性身體自主」，反對者會認為其主張淫褻、濫用自由，並認為「女性身體自主」是包裝性交易的行為。

## 註解及參考
1. ↑  身體自主的實驗 （页面存档备份，存于），大學線，2018-03-27
2. ↑  不滿教授對穿著指指點點　女生脫衣做匯報，28人跟隨 （页面存档备份，存于），關鍵評論，2018-05-11
3. ↑  . YouTube.   [2025-04-01] （中文（中国大陆））.
4. ↑  【特稿】「露肉獨女」呻被撩 「熱城」譏蕩婦開拖 （页面存档备份，存于），大公報，2017-05-17
5. ↑  黃于喬(Emilia Wong) 收費裸照爭議給了我一點點的倫理學實踐。 （页面存档备份，存于），輔仁媒體，2017-12-12

## 外部連結
- 厹與身體自主（页面存档备份，存于）
- 為什麼沒有人宣揚「守身如玉」也是女性身體自主？（页面存档备份，存于）
- Dodson, Betty. *Sex for One: The Joy of Selfloving*. Three Rivers Press, 2002. ISBN 978-0609807846.

- Queen, Carol. *Real Live Nude Girl: Chronicles of Sex-Positive Culture*. Cleis Press, 1997. ISBN 978-1573440284.

- Fine, Michelle, and Sara McClelland. "Sexuality Education and Desire: Still Missing after All These Years." *Harvard Educational Review*, vol. 76, no. 3, 2006, pp. 297-338. DOI: 10.17763/haer.76.3.w5042g23122n6703.

- Vance, Carole S. *Pleasure and Danger: Exploring Female Sexuality*. Routledge, 1984. ISBN 978-0912670651.

- World Health Organization. "Sexual and Reproductive Health and Rights." World Health Organization, 2022.  （页面存档备份，存于）(https://www.who.int/health-topics/sexual-health （页面存档备份，存于）).

- Planned Parenthood. "What Is Sexual Consent?" Planned Parenthood, 2023.  （页面存档备份，存于）(https://www.plannedparenthood.org/learn/sex-and-relationships/sexual-consent （页面存档备份，存于）).